# Stagflation
Stagflation er en sammentrækning af ordene stagnation og inflation. Udtrykket dækker i makroøkonomien over, at inflationen er stigende (eller høj), mens produktionen i samfundet er faldende (eller blot ikke stigende).
Fænomenet kan opstå, når en økonomi oplever et negativt udbudsstød, f.eks. i form af stigende oliepriser.
I 1960'ernes Storbritannien og i 1970'ernes USA under præsident Richard Nixon oplevede man stagflation. Men også i starten af 2000'erne oplevede verden stigende oliepriser og stigende arbejdsløshed. Dette førte til stigende priser, mens produktionen faldt.